# Acropteris grammearia
Acropteris grammearia är en fjärilsart som beskrevs av Charles Andreas Geyer 1832. Acropteris grammearia ingår i släktet Acropteris och familjen Uraniidae. Inga underarter finns listade i Catalogue of Life.